# Schill+Seilacher
Die Unternehmensgruppe Schill+Seilacher ist ein deutscher Chemiekonzern mit eigenständigen Niederlassungen in Böblingen, Hamburg und Pirna sowie in den USA (in Stow (Ohio) und Villa Rica (Georgia)). Die Unternehmensgruppe ist auch unter ihrem Markennamen Struktol bekannt. Das 1877 gegründete Unternehmen ist spezialisiert auf Chemikalien für die Veredelung von Fasern, Textilien, Leder und Papier sowie auf Entschäumer, Polydispersionen und Produkte für die Latexverarbeitung.
Die Schill+Seilacher GmbH ist ein Teil des Chemiekonzerns und hat ihren Hauptsitz in Böblingen. Sie gehört der Ingeborg-Gross-Stiftung mit Sitz in Hamburg.

## Geschichte

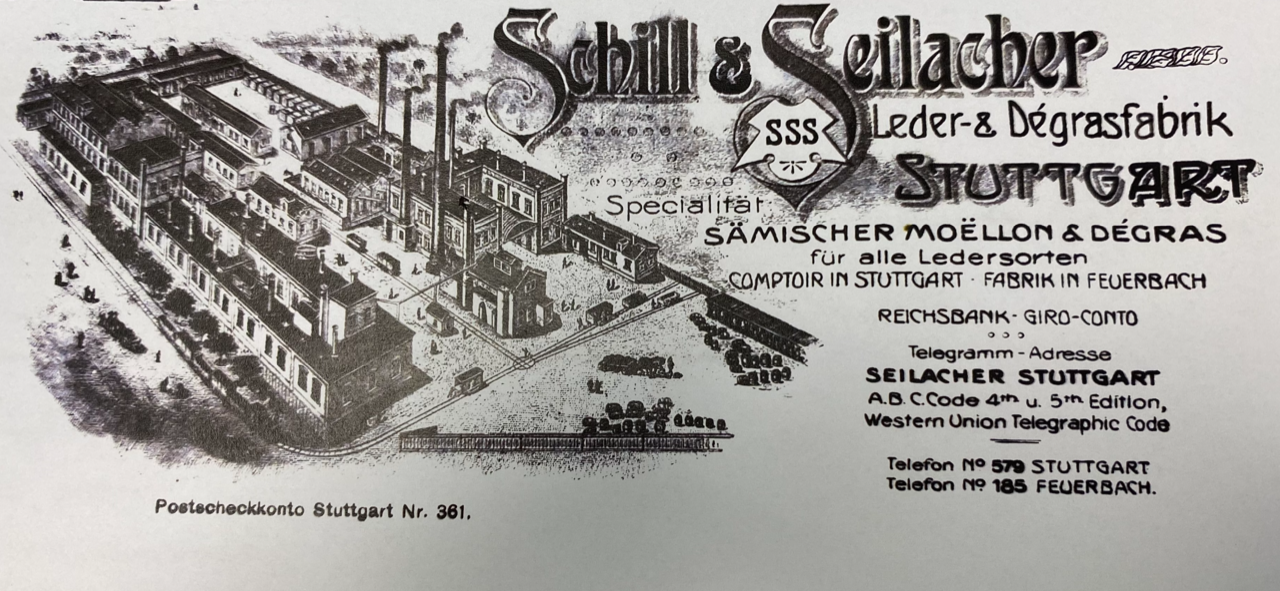
Schill+Seilacher Werk in Stuttgart, um 1914

Am 1. November 1877 gründeten die Schwäger Christoph Seilacher und Karl Schill in Heilbronn das Unternehmen als chemische Fabrik zur Herstellung von Spezialprodukten für die Lederindustrie. Aufgrund schnellen Wachstums entschied man sich, den Betrieb vier Jahre nach der Gründung nach Feuerbach, heute ein Stadtteil von Stuttgart, zu verlegen. Im Oktober 1886 meldete Schill+Seilacher ein Verfahren zur Herstellung von Dégras, einem Gerberfett, unter der Nummer D.R.P. 39952 zum Patent an. Es zählte, weil es die Eigenschaften eines Fettes und eines Emulgators vereinigte, zu den wichtigsten Erzeugnissen der Emulsionstechnik, wurde aber außerhalb der Lederindustrie kaum verwendet.
Um die Jahrhundertwende begann die Chromgerbung die Sämischgerbung zu verdrängen. Christoph Seilacher fürchtete Umsatzverluste für seine Dégras-Produkte und entwickelte deshalb eine Fotogelatine sowie die dazu nötigen Ausgieß-, Kühl- und Auflegmaschinen. Mit diesem Produkt belieferte man unter anderem Kodak, Lumière in Paris und Agfa. Später erweiterte das Unternehmen seine Produktion von Prozessadditiven. So stellte es Spezialchemikalien für die Behandlung technischer Textilien, die Papierbehandlung sowie die Papier- und Kosmetikindustrie her.

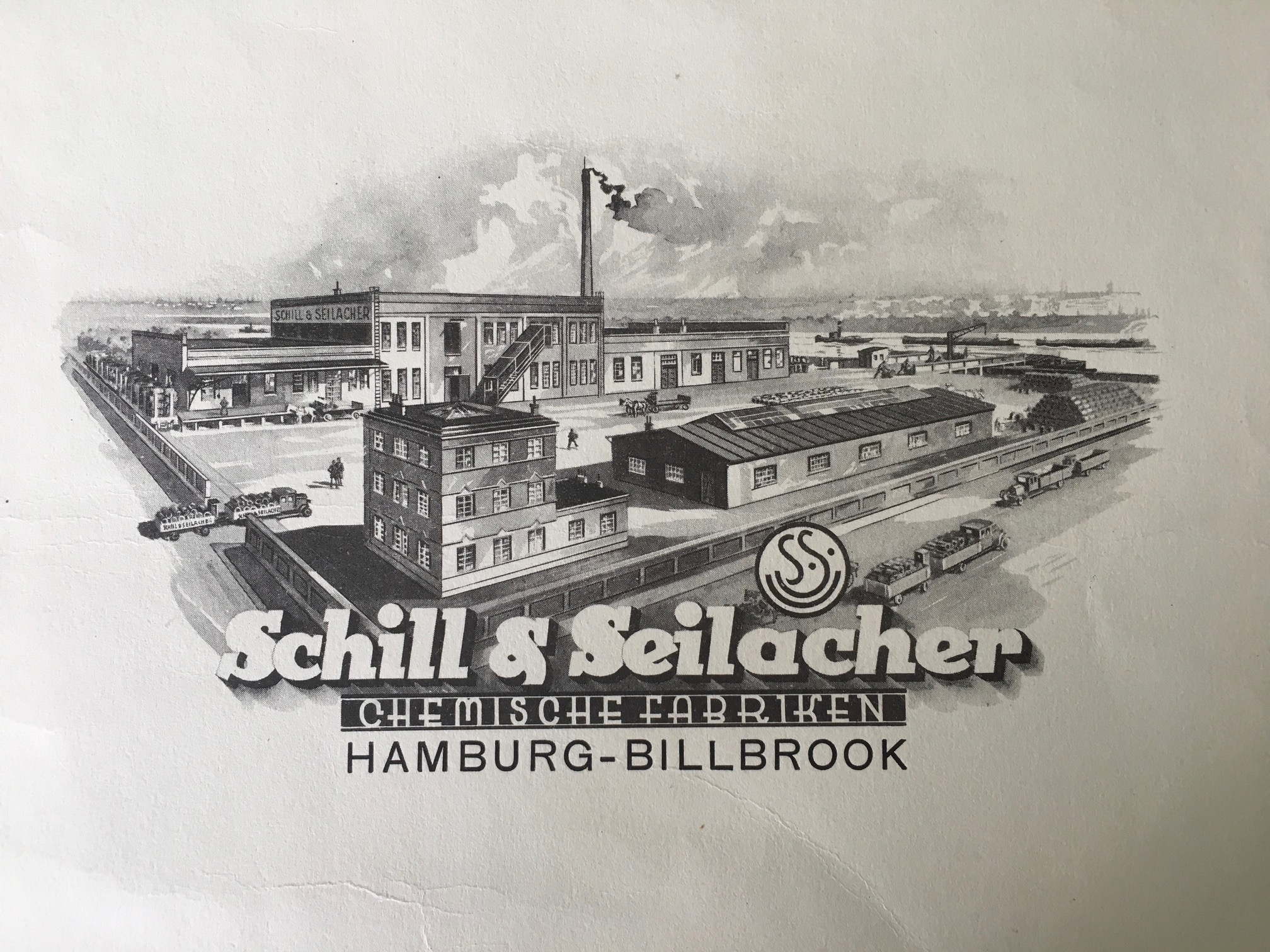
Schill+Seilacher-Werk in Hamburg, 1929

Schill+Seilacher eröffnete 1925 eine Niederlassung in Hamburg, um von den internationalen Handelsrouten des Hafens zu profitieren. Mittlerweile konzentrierte sich das Unternehmen auf Spezialchemikalien für die Textilveredelung. In den späten 1920er Jahren kamen erste Additive für die Kautschukverarbeitung hinzu. Während des Zweiten Weltkrieges wurden die Werksanlagen in Feuerbach und Hamburg durch Bombenangriffe zerstört. Deshalb entschied man sich, die Produktion nach Böblingen südöstlich von Stuttgart zu verlagern. Nach Kriegsende wurde das Werk in Hamburg fast an gleicher Stelle wiederaufgebaut. Das Werk in Böblingen wurde mit expandierendem Geschäft vergrößert und modernisiert. Nach dem Zweiten Weltkrieg wurde das Unternehmen von Christoph Seilacher an seine Enkelin Ingeborg Gross übergeben, die es bis kurz vor ihrem Tod im Jahr 2019 leitete.
Anfang der 1950er Jahre entwickelte das Unternehmen ein Verfahren zum Gerben und Fetten tierischer Häute mit sulfonierten Fettsäureamiden bzw. deren Salzen. In den 1960er Jahren stellte Schiller+Seilacher im Hamburger Werk Weichmacher her. 1977 expandierte das Unternehmen in die USA und gründete in Stow, nahe dem damaligen Gummizentrum Akron im US-Bundesstaat Ohio, die Struktol Company of America. Der Fokus lag anfangs auf Additiven für die Reifenindustrie. In den darauffolgenden Jahren weitete das US-Unternehmen der Gruppe seine Palette auf Additive für Plastik, PVC und Holzverbundwerkstoffe aus. Es kam der Produktionsstandort in Villa Rica im US-Bundesstaat Georgia hinzu.
1997 eröffnete die Unternehmensgruppe einen neuen Standort in Neundorf in der Nähe von Pirna. Dieses Werk dient als Produktionsstandort und Entwicklungszentrum für die Silikonchemie, so werden dort Färbemittel, Chemiefaser-Additive, Schaum-Stabilisatoren, Lederimprägnier-Mittel, Flammschutz-Chemikalien und Papierbeschichtungen hergestellt.

## Geschäftstätigkeit

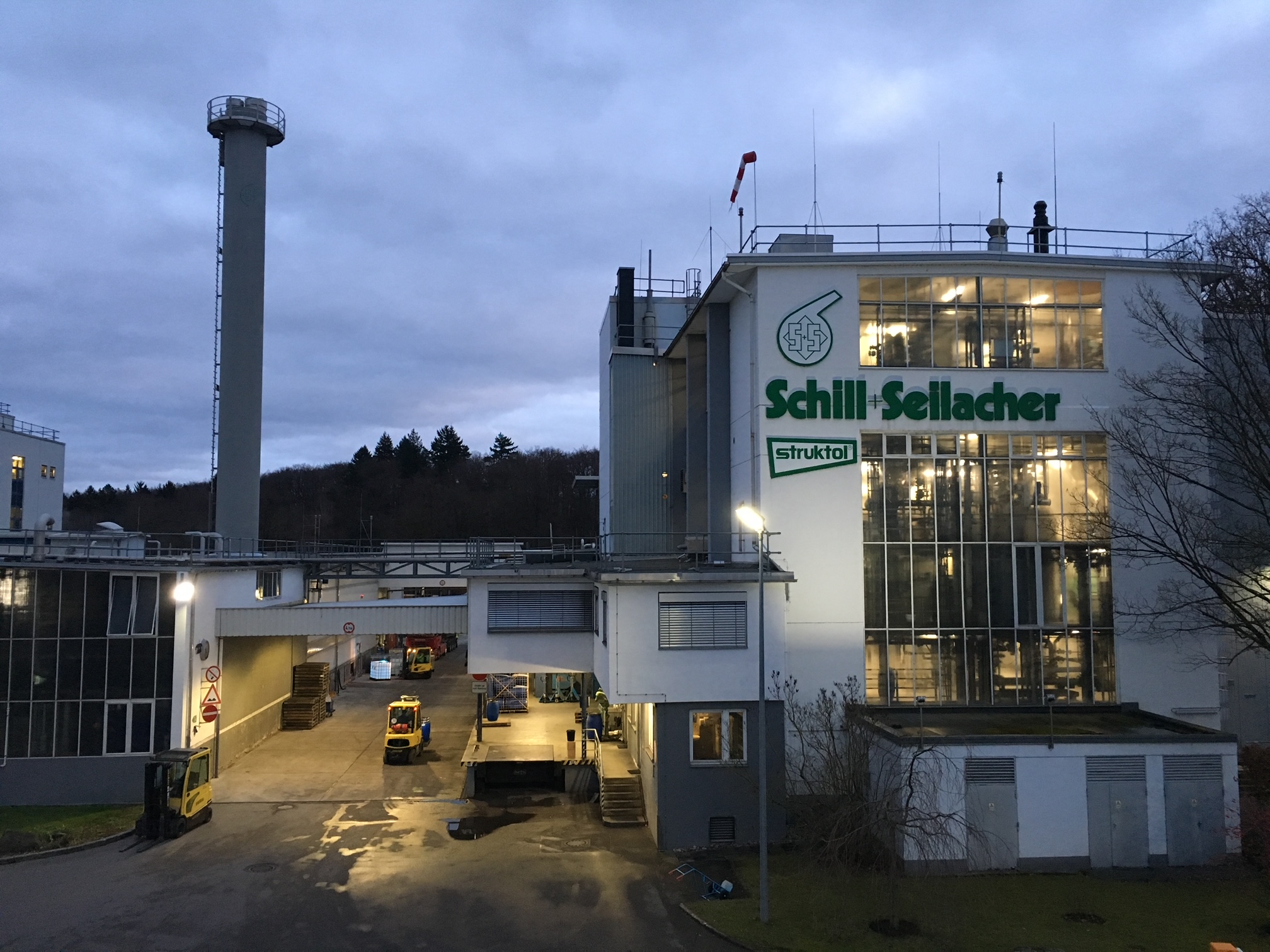
Schill+Seilacher-Werk in Böblingen (2019)

Schill+Seilacher hat fünf voneinander unabhängige Produktionsstandorte und fokussiert sich als Unternehmensgruppe im Spezialitätenchemiebereich auf folgende Bereiche:
- Papierbehandlung
- Chemikalien für technische Textilien
- Lederchemikalien
- Kosmetikrohstoffe und Feinchemikalien
- Spinnpräparationen
- Kautschuk
- Entschäumer
- reaktive Polymere und Flammschutzmittel
- Latex
- Silikone
- Trennmittel
- Holzverbundwerkstoffe
- Plastikadditive

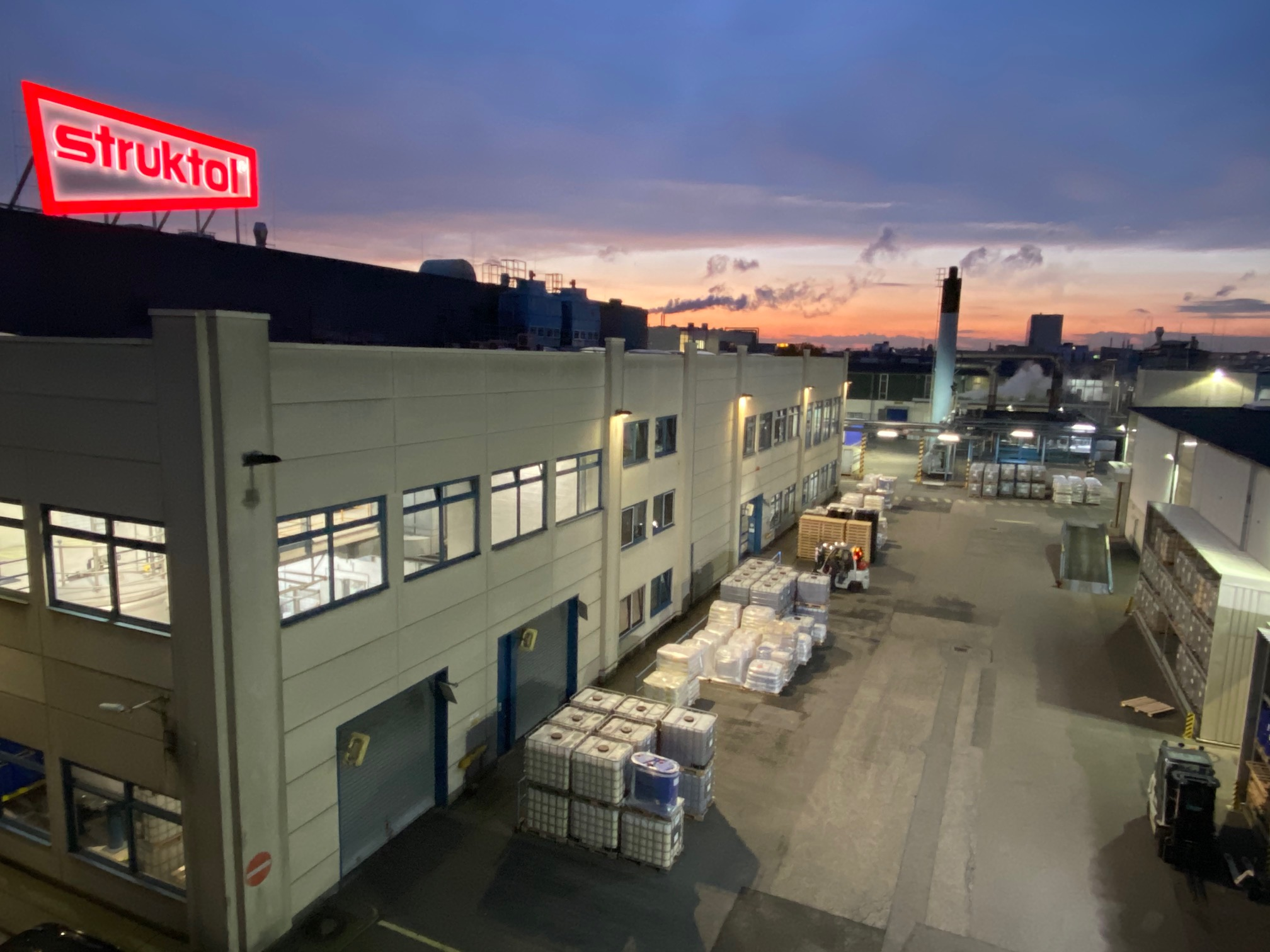
Struktol-Werk in Hamburg (2022)

Das Werk Böblingen entwickelt und produziert Chemikalien zur Herstellung und Veredlung von Chemiefasern, Textilien, Leder, Papier und Additive für die Kosmetikindustrie. Das Werk in Hamburg ist spezialisiert auf die Entwicklung und Produktion von Chemikalien für die Gummiindustrie und die Latexverarbeitung sowie von Entschäumern, Polydispersionen und Siliconemulsionen. In Pirna liegt der Fokus unter anderem auf der Siliconchemie. Die US-Standorte in Stow und Villa Rica sind spezialisiert auf Additive für die Gummi- und Reifenindustrie sowie Additive für Plastik, PVC und Holzverbundwerkstoffe.

## Störfall
Am Standort Pirna kam es am 1. Dezember 2014 zu einem Störfall bei einer Abrusow-Reaktion, als bei einer durchgehenden Reaktion und der daraus folgenden thermischen Explosion etwa fünf Tonnen Trimethylphosphit austraten und ein Beschäftigter starb und vier verletzt wurden.
Ursache des Störfalls war laut Mitteilung des Sächsischen Landesamtes für Umwelt von Mitte Mai 2015 die Zugabe einer zu geringen Menge des Lösungsmittels Toluol. Nach Kontroversen über den Wiederaufbau entwickelte das Unternehmen zusammen mit der Bergakademie Freiberg ein neues Sicherheitskonzept mit einer Schutzhülle, die einerseits sehr formstabil ist und andererseits Druckklappen enthält, um einen möglichen Explosionsdruck kontrolliert entweichen zu lassen. Seit der erneuten Inbetriebnahme im August 2019 läuft die Anlage ohne Zwischenfälle.

## Inhaberschaft
Seit Gründung 1877 bis zum Jahr 2019 war die Firmengruppe Schill+Seilacher in Familienbesitz. Letzte Eigentümerin aus der Gründerfamilie war Ingeborg Gross. Noch vor ihrem Tod 2019 übertrug sie die Firmengruppe an die Ingeborg-Gross-Stiftung mit Sitz in Hamburg und die Stiftung „Pro Humanitate“ mit Sitz in Liechtenstein, die sie eigens dafür gegründet hatte.